# 中路車站
中路車站位於台灣桃園市桃園區，為臺灣鐵路公司縱貫線預定新增的車站。
本站屬於桃園都會區鐵路地下化計畫的一部分，為該計畫所新增的五座車站之一。

## 車站概要
本站位於縱貫鐵路與國際路的交會處附近，站名取自當地傳統地名中路。

## 車站構造
- 本站預計興建側式月台及島式月台各一座。

## 營運狀況
尚未營運。

## 車站週邊
- 桃園市立圖書館中路分館
- 桃園市立武陵高級中等學校
- 桃園市桃園區中山國民小學
- 愛買桃園店

## 歷史

### 預計時程
- 2034年：隨桃園都會區鐵路地下化計畫完工啟用。

## 外部連結
- 臺鐵都會區捷運化桃園段地下化建設計畫（臺灣鐵路管理局）[]